# Percy Rodríguez Argüello
Percy Kenneth Rodríguez Argüello (Tibás, 1 de noviembre de 1972) es un escritor, político, historiador, analista internacional y diplomático costarricense. Fue alcalde de la Municipalidad de Tibás para el período 2003-2007.

## Biografía
Nació en Tibás, el 1 de noviembre de 1972. Se graduó de la Escuela Buenaventura Corrales, la famosa institución josefina conocida como el Edificio Metálico, donde cursó sus estudios primarios. Se graduó como Historiador de la Universidad de Costa Rica, como Magister Scientae en Relaciones Internacionales y Diplomacia, con énfasis en Asuntos Latinoamericanos de la Universidad Nacional y como Máster en Comunicación y Mercadeo de la Universidad Latina de Costa Rica.
Fue el Primer Alcalde nombrado en las primeras elecciones democráticas efectuadas en el cantón de Tibás, verificadas el 1 de diciembre del año 2002, para el período 2003-2007. Fue un Alcalde preocupado por el desarrollo cultural y ambiental de su Cantón y recibió una distinción del Instituto de Fomento y Asesoría Municipal en el año 2007.
Se ha desempeñado además como investigador, consultor y funcionario de varias organizaciones, entre las que destacan: la fundación alemana Konrad Adenauer, el Sistema Nacional de Radio y Televisión-Canal 13, la Autoridad Reguladora de los Servicios Públicos, el Ministerio de Cultura y Juventud, la Editorial Izcandé, la Universidad Latina de Costa Rica y las Municipalidades de Goicoechea, Vázquez de Coronado, Heredia, Poás, Puntarenas, Alajuelita, Curridabat, Tibás y Barva.
Desde abril del año 2016, se desempeña como Ministro Consejero con Funciones Consulares en la Embajada de la República de Costa Rica en la República de El Salvador.

## Libros
Lista de libros publicados:
1. Historia de Costa Rica: La Conquista (2015).
2. Historia de Costa Rica: La Época Colonial (2015).
3. Historia del Banco Nacional de Costa Rica (2014)(Coautor).
4. Historia del Cantón de Goicoechea (2012).
5. Historia del Estadio Nacional de Costa Rica (2011).
6. La Revolución de los Quirós (2011).
7. Biografías de Médicos y Cirujanos de Costa Rica (2011).
8. Genealogía de los Quirós Álvarez (2011).
9. Historia del Cantón Vázquez de Coronado (2010).
10. Historia de Heredia (2010).
11. Viajes, vuelos y estrellas (2002).
12. Historia del Cantón de Poás (2001).
13. Desarrollo y Regulación de los Servicios Públicos en Costa Rica (2000).[13]
14. Historia del Cantón de Puntarenas (2000)(Coautor).
15. El Comandante Hernán Rodríguez: Más allá del deber (1999).
16. Bajo la égida de la Cruz de Hierro; Alajuelita (1999).
17. Biografía del Prof. Rafael Ángel Argüello (1998).
18. Breve Cronología de la Historia del Cantón de Tibás (1998)(Coautor).
19. Historia del Cantón de Curridabat (1998).
20. Historia del Cantón de Barva (1997).

## Artículos académicos
Lista de artículos académicos recientes:
1. Malvinas: ruptura y reencuentro en los procesos de integración en América Latina (2015).
2. La Política Internacional en el siglo XIX (2013).[1]
3. El Congreso de Viena y el Sistema Multipolar del siglo XIX: vigencia de algunas reglas del equilibrio geopolítico (2012).[1]
4. Paradigmas educativos en el uso y absorción de nuevas tecnologías (2010).[14]